# Rudolf Vaculík
Rudolf Vaculík (2. října 1919 – 22. listopadu 1951 poblíž obce Boří Dvůr) byl český dělník, který byl v roce 1951 zastřelen československými příslušníky Pohraniční stráže při pokusu překročit státní hranici do Rakouska při útěku z Československa.

## Životopis
Narodil se v roce 1919. Po studiu pracoval v Karviné jako konstruktér v Koksovně Československé armády. Do komunistického převratu byl členem sociálnědemokratické strany. Byl ženatý.

### Po Únoru 1948
Po komunistickém převratu v roce 1948 byl v září 1951 kontaktován agentem Státní bezpečnosti, který jej chtěl přimět ke spolupráci tím, že je protikomunistický odbojář a agent CIC. V případě, že by mu Vaculík pomohl, chtěla poté StB Vaculíka vydírat a ke spolupráci takto donutit. Vaculík s ním spolupracovat ovšem odmítal, jeho přítomnost však úřadům nahlásil až poté, co jej údajný odbojář kontaktoval potřetí. Z Československa se proto v listopadu 1951 pokusil utéct, aby unikl zatčení, neboť případ ohlásil z pohledu úřadů velmi pozdě. Během svého pokusu o útěk však kontaktoval dalšího agenta StB, o které se mylně domníval, že jej převede přes státní hranici.

#### Pokus o útěk země a smrt
Dne 22. listopadu 1951 došel spolu se svým známým, který chtěl ze země rovněž uprchnout, z Břeclavi k československo-rakouské státní hranici, kde na jeho příchod již čekali příslušníci Pohraniční stráže. U ní byl příslušníky Pohraniční stráže zastřelen poté, co nereagoval na jejich výzvy a po nastalé střelbě se bránil pistolí. V blízkosti jeho těla navíc explodoval granát. V následném politickém procesu byl nesmyslně označen jako organizátor protistátní skupiny. Několik osob, včetně Vaculíkova známého, v něm bylo poté odsouzeno k dlouholetým trestům odnětí svobody. V roce 1953 bylo počínání příslušníků StB, kteří chtěli Vaculíka zlákat ke spolupráci, jejich nadřízenými vzhledem k vyústění celé situace důrazně zkritizováno. V roce 1956 byly účastníkům procesu tresty sníženy.
Vaculík byl pohřben v Poštorné, přičemž jeho rodina ještě nejméně několik měsíců o jeho úmrtí nevěděla a domnívala se, že zřejmě úspěšně odešel na západ.